# Ausztrál futball

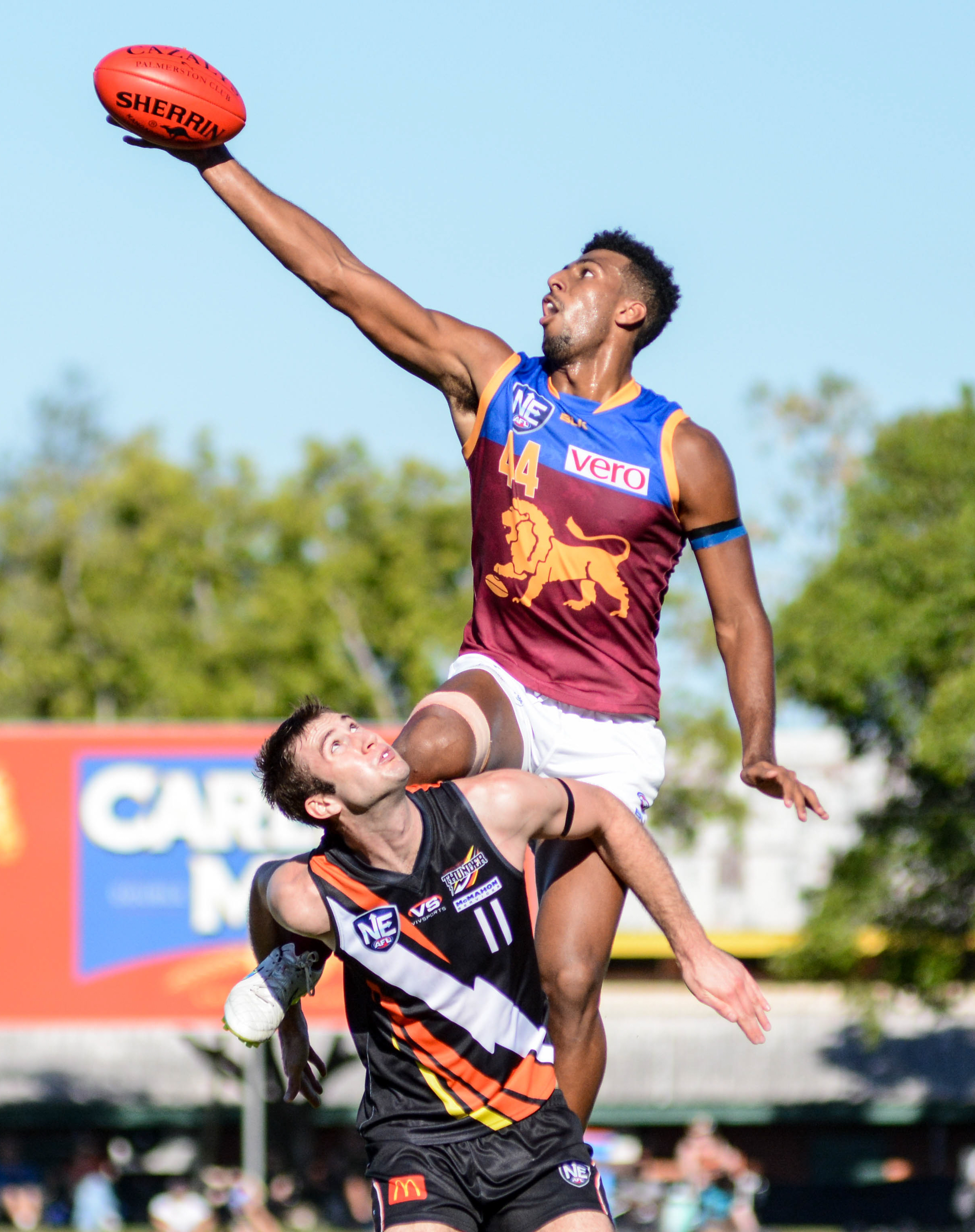
Az ausztrál futballt Darwinban, Északi területen játsszák.

Az ausztrál futball (az ausztrál köznapi nyelvben footy) a futball egy fajtája, amelyet két 18 játékosból álló csapat játszik, csapatonként négy cserejátékossal, a szabadban, ovális alakú füves pályán (gyakran módosított krikettpályán), hosszúkás, orsószferoid alakú labdával. Ausztrália nemzeti sportága.
Gólra játsszák. A gólt a labdának az ellenfél kapuja középső két léce közé rúgása jelenti. A győztes az a csapat, amelyik a negyedik negyed végére magasabb pontszámot ér el. Ha a csapatok ugyanannyi találatot érnek el, az eredményt általában döntetlennek tekintik, kivéve az olyan kivételes helyzeteket, amikor valamelyik félnek ki kell esnie. (Utóbbi esetben ilyenkor hosszabbítás, vagy újrajátszás következhet.)
A játékosok testük bármely részét használhatják a labda továbbításához. A leggyakoribb módszer a labda rúgása, öklözése, illetve a labdával való elfutás. A szabályok szerint futáskor időnként a földhöz kell pattintani a labdát. A labda dobása tilos. A játékos, akit szabályosan elkapott az ellenfél, nem tarthatja meg a labdát, passzolnia kell, vagy szabadrúgás következik ellene. A legtöbb hasonló sporttól eltérően nincs lesszabály. A labda bármikor megszerezhető, kivéve a szabadrúgásokat. A játék sajátos eleme a labdaelfogás (angolul mark): a rúgott labdát elfogó játékos bizonyos feltételek mellett szabadrúgáshoz jut.
Kontaktsport, amelyben a játékosok kezüket, vagy egész testüket használhatják az ellenfél szereléséhez. A veszélyes fizikai kontaktusért - mint a hátulról ütközés -, a labdaelfogás megzavarásáért vagy a játék lassításáért szabadrúgást, távoli büntetőt vagy felfüggesztést is ítélhet a bíró, a szabálytalanság súlyától függően. A játék jellemzői a játékosok és a labda gyors mozgása, a gyakori fizikai kontaktus és a látványos labdaelfogások (angolul specky), például amikor a játékos társa hátára ugorva kapja el a labdát.
Az ausztrál futball eredete tisztázatlan és sokat vitatott. Először 1859 májusában Melbourneben vált szervezetté, amikor a Melbourne Football Club közzétette az első szabálykönyvet.
Az ausztrál futball tömegsport és tömegeket érdeklő sport. A legnagyobb presztízsű és egyben egyetlen ausztráliai országos bajnokság az Ausztrál Futball Liga (angolul Australian Football League, AFL), amely a világ negyedik legnagyobb átlagos meccsenkénti nézőszámú profi klubbajnoksága, megelőzve az angol Premier League labdarúgó első osztályt is. Az AFL országosan 1993, nemzetközileg 2005 óta irányítja a sportot. Az ausztrál futballt amatőr szinten számos országban játsszák és több változata is létezik.
A sportnak 2008-ban 693 ezer bejegyzett játékosa volt. A klubok száma 2659.

## Szabályai

Az ausztrál futball pályája kaputól kapuig mintegy 150 méter hosszú (vagy ennél is hosszabb), és mintegy 135 méter széles (vagy ennél is szélesebb). A szegélyvonal és a kerítés közt legalább 3-5 méternek kell lennie. A középső négyzet 50x50 méteres. A két belső ív a közelebbi kapu közepétől 50 méterre húzódik. Profi mérkőzés csak olyan pályán játszható, amelyen az 50-es vonal nem metszi a középső négyzetet (ezért kell legalább 150 méter hosszú pálya).

A pályán lévő játékosok közül egy-egy csapat maximum négyet bármikor becserélhet. A cserejátékosok, mint a klasszikus futballban, a kispadon helyezkednek el a pálya oldalán.
Nincs les és általában nincsenek szabott pozíciók, a játékosok a teljes pályán szóródnak szét. Középkezdéskor (a negyedek elején, vagy gól után) csapatonként csak négy játékos léphet a középnégyzetbe. Vannak bizonyos előírt játékospozíciók fix helyzetekben (például labdaelfogáskor vagy szabadrúgáskor), vagy kirúgáskor miután a labda a (hosszabb) belső és a (rövidebb) külső kapufa közt megy ki (mögérúgás, behind).
A játék négy negyedből áll, amelyeknek időtartamát az időbíró felügyeli. A profi ausztrál futballban egy negyed húsz percből áll, de az órát megállítják, amikor a labda nincs játékban, így ténylegesen egy-egy átlagos negyed 27-31 percig tart. A csapatok a negyedek végén térfelet cserélnek.
A játékot bíró felügyeli. A kezdés szirénahangra kezdődik: a bíró földhöz pattintja (ball-up) a labdát (vagy ha a pálya rossz állapotú, akkor feldobja) és a levegőben küzd meg érte a két ruckman (általában a csapat legmagasabb játékosa). A játék a negyedek kezdetén és gól után is labdalepattintással indul újra.
A labda bármely irányba továbbítható lábbal, összeszorított ököllel vagy tenyérütéssel, de nem szabad dobni. A szabályok elég tágan definiálják, mi számít dobásnak, de általában az olyan nyitott tenyerű továbbítást jelenti, amitől a labda felfelé tart.
A játékos szaladhat is a labdával, de legalább 15 méterenként le kell pattintania vagy a földhöz érintenie. Az ellenfél ütközéssel, vagy szereléssel választhatja el a játékost a labdától. A labdát birtokló játékosnak, ha szerelik, tisztán tovább kell adnia a labdát, vagy ha megtartja, büntetőt ítélnek ellene. A szabályos szerelés a labdát birtokló játékos testét a válla és a térde közt éri. Ha a szerelni kívánó játékos az ellenfél hátát löki meg, az szabálytalan és büntetőhöz vezet. Ha a térde alatt éri, ez mély szerelés és szintén büntetőt von maga után.
Ha egy játékos úgy fogja el a labdát, hogy az előtte több, mint 15 métert utazott a levegőben egy rúgástól, az elfogásnak (mark) minősül és pontrúgást ér (azaz a játék megáll, amíg a játékos felkészül, hogy az elfogás helyéről elrúgja a labdát). De az elfogó dönthet az azonnali folytatás mellett is, feláldozva a pontrúgás biztosította előnyt a gyors továbbjátszásért, amelynek során az ellenfélnek sincs ideje rendezni sorait. Ebben az esetben az elfogó játékos szerelhető.

### Rúgásfajták
A rúgásnak különböző fajtái vannak, attól függően, hogyan tartja a kezében a labdát a játékos. A mai játékban a leggyakoribb nagy pontossága miatta az ejtőrúgás, amikor a labdát majdnem a földig ejtik és úgy rúgják el, hogy a végei visszafelé pörögjenek. Egy másik gyakori módszer a torpedórúgás (vagy spirál-, hordó-, csavarrúgás), amikor a labdát szögben tartva rúgják el és a rögbidobáshoz hasonlóan csavarodik, ami növeli a rúgótávolságot. Közönséges rúgásfajta a banánrúgás, ami történhet külsővel vagy belsővel és ettől függő irányban ívelődik. A dribble kick vagy grubber az a rúgás, amikor a labda a földön pattog: ez haladhat egyenesen, vagy kanyarodhat jobbra, illetve balra.
Régen, az ejtőrugás feltalálása előtt, a droprugás volt a leggyakoribb. Hasónlóan a rögbihez, először a földre pattant, mielőtt a játékos elrugta.

### A gól és az eredmény

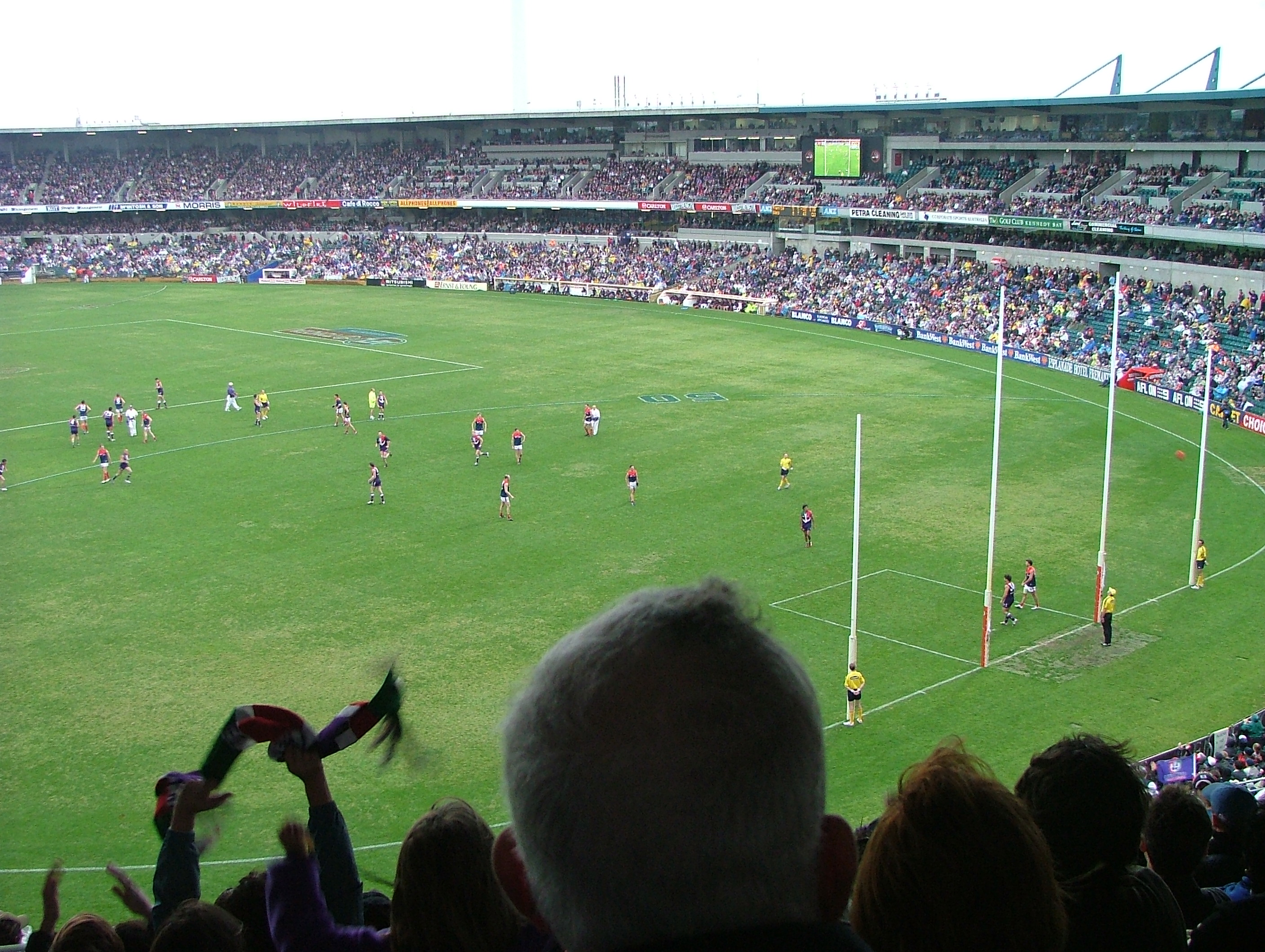
Pálya és kapuk. A két belső kapufa magasabb, mint a külső kapufák.

A gól az, amikor a két hosszabb belső kapufa közé megy a labda. Ez hat pontot ér. A mögérúgás - amikor egy belső és a rövidebb külső kapufa közt megy ki a labda - egy pontot ér. Amikor az eredményt leírják, először a gólok száma következik, utána a mögérúgásoké, majd a teljes pontszám következik. Például 10 gól és hat mögérúgás esetén a teljes pontszám 66, és ezt így írják le: 10.6 (66). A győztes a nagyobb pontszámú csapat.
A részletesebb definíció szerint gól, ha a belső kapufák közt halad el a támadó csapat által rúgott labda, bármilyen magasságban, akár a kapufáknál magasabban. Az elrúgás után akár végig a levegőben kell haladnia, akár megpattanva, de csak akkor gól, ha egyik csapat játékosa sem érintette. Nem rúgható gól a védekező csapat lábáról.
Az egy pontot érő mögérúgás szintén bármilyen magasságban haladhat és a belső kapufa eltalálása esetén is megvalósul, vagy ha a támadó játékos nem a lábával juttatja a labdát a belső kapufák közé, illetve ha a labdához hozzáért a védekezők játékosa. Utóbbi a megtámadott mögérúgás, ha a védekezők szándékosan csinálják, elkerülendő a gólt.
A gólbíró a gólt könyékmagasságba emelt két kézzel jelzi, a mögét egy kézzel és aztán megerősíti a döntést ha a másik gólbíró a feje fölött meglengetett zászlóval jelez.
Az a csapat nyer, amelyiknek a végén több pontja van. Ha a pontszámuk megegyezik, az eredmény döntetlen. Hosszabbítást csak a különböző versenyek döntőjében szoktak alkalmazni.
Egy példa a meccseredmény lejegyzésére: A St Kilda 15 gólt és 11 mögét rúg a Sydney Swansnak, ami összesen 101 pontot ér. A Syndney Swans nyolc gólt és tíz mögét ér el, ami 58 pontot jelent. Az eredmény: St Kilda 15.11 (101) vs Sydney Swans 8.10 (58). (A St Kilda tizenöt tizenegy százegy, nyolc tíz ötvennyolcra nyert a Sydney Swans ellen.)
A játékosok általában rövidnadrágban lépnek pályára és a jumper vagy Guernsey néven ismert ujjatlan trikóban.

## Versenyek, szervezeti háttér
A futballszezon márciustól augusztusig tart (a kora ősztől a tél végéig Ausztráliában). A szezon előtti versenyek Ausztráliában általában február végén kezdődnek.
Az Ausztrál Sport Bizottság az ausztrál futball nemzeti szövetségének ismerte le az Ausztrál Futball Ligát (angolul Australian Football League, AFL). Hét állami vagy területi szövetség is létezik Ausztráliában, ezek legtöbbje ma már az AFL-hez kapcsolódik.
Legtöbbjük éves félprofi klubbajnokságot szervez, de olyan is van köztük, amely nem is egy ligát felügyel. A helyi félprofi vagy amatőr szervezetek gyakran az állami szervezethez kapcsolódnak.
Az AFL de facto az egész világon az ausztrál futball csúcsszerve. A világban számos szervezet van, amelyek az AFL-hez kapcsolódva amatőr klubokat, illetve bajnokságokat szerveznek.
Csaknem minden klubversenyben a cél a bajnoki cím elnyerése. A bajnokságról mindig döntősorozat dönt, amelyet a tabella (ladder) tetején végzett csapatok vívnak. Az 1930-as évek óta a döntősorozatban általában az első négy csapat vett részt 2000-ig, amikor az első nyolc csapat jut be a 18 csapat közül (akkoriban 16). Azóta az 1. és 2. helyezett játszik hazai pályán kvalifikációs döntőt a 3. és 4. ellen. A nyertesek bejutnak egyből az elődöntőkbe, a vesztesek a középdöntőben kapnak második esélyt. Az 5. a 8. ellen, a 6. a 7. ellen játszanak a kiesési döntőkben. Ezeknek a nyertesei jutnak be a közép döntőkbe. A közép döntők nyertesei az elődöntőkbe, majd az elődöntők nyertesei a Nagy döntőbe jutnak.
A Nagy döntőt minden évben a Melbourne-i Krikett Stadionban tartanak, 100 000 szurkoló előtt. A nagy döntő előtti nap az egy munkaszünteti nap és hatalmas fesztiválokat tartanak..
A legtöbb futballbajnokságtól eltérően az ausztrál futballban nincs külön kupabajnokság, de szezon előtti kisbajnokság általában van. A szezon végi tabella első helyezettjét „kisbajnok” ('minor premier') néven emlegetik, bár ennek a helyezésnek valójában nincs nagy jelentősége, hiszen a bajnoki cím a döntőkben dől el. Az AFL-ben a kisbajnoki cím hivatalos neve McClelland Trófea. és vigaszdíjnak tekintik. A tabella utolsó helyén végző csapat kapja a 'fakanál' díjat. Van másodosztály minden államban, de nincsen csapatkiesés és -feljutás.

## Története

### A kezdetek
A legkorábbi dokumentumok szerint 1841-ben már játszottak „foot-ballt” az ausztráliai Victoriában, és szintén vannak korai feljegyzések meccsekről Adelaide-ban és a Van Diemen-földről (a mai Tasmania). Az nem ismert, hogy ezeket a meccseket milyen szabályok szerint játszották.
1858-tól Melbourne-ben és a környékén angol köziskolai futball meccseket kezdtek játszani. Az első ismert ilyen meccset 1858. június 15-én a St Kilda Általános Iskola (ma már nem létezik) játszotta a Melbourne-i Általános Iskola ellen a St Kilda városrészben.
Egy levélben, amely 1858. július 10-én jelent meg a Bell's Life in Victoria & Sporting Chronicle című lapban egy bizonyos Tom Wills azt javasolta, hogy hozzanak létre „foot-ball klubot”, vagy valamiféle egyéb „atletikus játékot”, „szabálykönyvvel” abból a célból, hogy segítsen megőrizni a krikettezőknek erőnlétüket a tél folyamán is. Sok történész szerint ez a levél vezetett odáig, hogy 1859-ben kialakult a ma ausztrál futball néven ismert sport szabálykönyve.
Július 31-én a „St Kilda alkalmi csapat” megmérkőzött a „Melbourne alkalmi csapattal” egy meccsen a Yarra Parkban. Fákat használtak kapunak, nem voltak partvonalak és a mérkőzés délután 1 órától sötétedésig tartott. Nem voltak igazi szabályok és többször is verekedés tört ki. Melbourne fiatal város volt, a játékosok többnyire bevándorlók voltak, és a korabeli médiában megjegyezték, hogy minden nemzetiség a maga módján játszott: az angolok a rögbihez hasonlóan, a skótok vadul, az írek pedig jobban szerették rúgni a labdát.
A sport történetében mérföldkő volt a Melbourne-i Általános Iskola és a Scotch Főiskola közti meccs 1858. augusztus 7-én a Richmond Parknál, amelynek során Wills és Macadam voltak a bírók, és ahol szerepet vállalt Thomas H. Smith osztályfőnök is. Augusztus 21-én az összecsapást folytatták, majd szeptember 4-én egy harmadik, utolsó fordulót is tartottak. Az alkalmazott szabályok nem teljes körűen ismertek, de bizonyos részletek igen. A labda gömbölyű volt és a két kapu közt mintegy fél mérföld volt a távolság (mintegy négyszerese a mai Melbourne-i Krikettpályáénak. Egy-egy csapatban 40 játékos játszott. A két iskola azóta is hagyományosan megmérkőzik egymással a Cordner-Eggleston Kupáért.

### Az első szabályzatok
A Melbourne-i Futball Klub 1859-es szabálykönyve az ausztrál futball legrégibb fennmaradt szabályzata. A tíz szabályt egy Wills elnöklésével és W. J. Hammersley, illetve J. B. Thompson újságírók jelenlétében tartott gyűlés fektette le. A beszámolók a résztvevőket illetően eltéréseket tartalmaznak. Egyes források szerint Thomas H. Smith, Alex Bruce és/vagy H. C. A. Harrison is jelen voltak. A találkozóra az east melbourne-i Parade Hotelben került sor, házigazdája Jerry Bryant volt, a szálloda tulajdonosa és egyben a Melbourne-i Krikett Klub tagja, Tom Wills barátja, akinek személyes érdekeltsége is volt abban, hogy a melbourne-i iskolákban bevezessék a futballt. Bryant maga is szervezett futballmeccseket a közeli Richmond Parknál, a fia pedig az első játékosok egyike volt. A szabályzatot Wills, William Hammersley, J. Sewell, J. B. Thompson, Alex Bruce, T. Butterworth és Thomas H. Smith írták alá. A szabályokat széles körben publikálták és terjesztették.

### Az első bajnokság Victoriában
1859-ben több futball klub is létrejött, köztük a Castlemain Football Club, a Geelong Football Club (Wills közreműködésével) és a Melbourne University Football Club (a melbourne-i egyetem klubja). A melbourne-i külvárosok csapatok és a vidéki victoriai csapatok sok mérkőzést játszottak (ilyenek voltak például a Geelong és a Ballarat közti mérkőzések), de ebben az időben a klubok még nem szerveztek bajnokságot.
Az 1861-es Kihívás Kupa (Challenge Cup) volt az első melbourne-i szabályok (a későbbi ausztrál futball) alapján lejátszott verseny egy trófea elnyeréséért. 1862-ben zárult és az egyetemi csapat nyerte meg. Ez a bajnokság az 1860-as években folytatódott és a melbourne-i külvárosok más csapatai is beszálltak. Az 1860-as és 1870-es években még két másik bajnokságot szerveztek: a Dél-Yarrai Kihívás Kupát (South Yarra Challenge Cup, ebből lett később a Caledoniai Játékok) és a Second Twenties nevű kupát.
Kialakultak rivális más szabályrendszerek is, de végül a melbourne-i szabályok váltak uralkodóvá. 1860-ban a Melbourne Football Club számos más klub tapasztalatai alapján újraírta a szabálykönyvét. 1866-ban H.C.A. Harrison és bizottsága javaslatára vezették be a labda lepattintásának szabályát egy újabb jelentős szabályátrendezés során, hogy a sztenderd szabálykönyvet közelítsék a Geelong Football Club jelentősen eltérő szabályaihoz. Ez a megreformált rendszer "victoriai szabályok" néven vált ismertté és széles körben elfogadottá. 1869-ben első ízben vezettek be a mérkőzésekre 100-perces időkeretet. Korábban időkeret nélkül számos módszer volt a győztes megállapítására, leggyakrabban az döntött, ki rúgott először két gólt.
Az együttélés a krikettel a korai időkben szoros volt, a futball klubok alapítói közül sok volt érdekelt a krikettben is. Az ausztrál futball szakszavai közül sok ezért azonos a krikett szakszavaival. A krikettpályák fenntartói azonban kezdetben nem engedték, hogy a futballt a pályáikon játsszák, ezért a korai ausztrál futball meccseket elsősorban parkokban játszották. A Melbourne-i Krikett Pályán (Melbourne Cricket Ground) először 1876-ban játszottak futball meccset. Ezután a krikettklubok gyorsan rájöttek, hogy a futball gyorsan növekvő népszerűsége nekik is jól jöhet és a legtöbb victoriai krikettpályát úgy alakították át, hogy mindkét sport űzhető legyen rajtuk. Ez máig így van-.
Az 1859 és 1899 közt játszott futball meccsekben csapatonként 20 játékos volt a pályán.

## Magyarországon
2019-ben kezdődött el Magyarországon az Ausztrál Futball, a Budapest Bats létrehozásával.
Első mérkőzésüket 2021 augusztusában játszották Bécsben. Ugyanezen hónap végén Esztergomban küzdöttek meg a horvát Sesvete Double Blues csapatával. Az edzések hétfőnként szoktak lenni a Margitszigeten.
A Budapest Bats az Osztrák-Cseh-Magyar közös rendezésű bajnokságban, a Duna Kupában, vesz részt.

## Fordítás
- Ez a szócikk részben vagy egészben  az   Australian rules football című angol Wikipédia-szócikk ezen változatának fordításán alapul.  Az eredeti cikk szerkesztőit annak laptörténete sorolja fel. Ez a jelzés csupán a megfogalmazás eredetét és a szerzői jogokat jelzi, nem szolgál a cikkben szereplő információk forrásmegjelöléseként.